# Подвійний капкан
«Подвійний капкан» (латис. «Dubultslazds») — латвійський радянський художній фільм 1985 року, знятий на Ризькій кіностудії, детектив.

## Сюжет
На чолі групи злочинців, які перепродують за кордон шедеври мистецтва і поширюють в СРСР порно-журнали, стоять адміністратор нічного бару Риги і засновник «справи», за яким вже стежить міліція. Але перший не хоче ділитися зі своїм вже «засвіченим» партнером. І тоді другий вдається до послуг рецидивіста…

## У ролях
- Альгіс Матульоніс —  Гунар («Ферзь»)
- Ліліта Озоліня —  Єва
- Юріс Леяскалнс —  Імант Блумберг  (дублює Олексій Сафонов)
- Яніс Заріньш —  Егон Адамсон  (дублює Юрій Пузирьов)
- Едіта Сагатаускайте —  Інта
- Юріс Мартіньш Плявіньш —  Грабовський («Фотограф»)  (дублює Юрій Саранцев)
- Петеріс Гаудіньш —  Валдіс Вітолс
- Юріс Ліснерс —  Банан
- Едуард Павулс —  Янсонс
- Андіс Квепс —  Річс
- Улдіс Думпіс —  Рієксталь
- Гірт Яковлєв —  Валдіс Янович Пумпур
- Улдіс Лієлдіджс —  Брук
- Арійс Гейкінс —  Дзінтар Арнольдович Пурінь
- Хелга Данцберга —  Пуріня
- Вілніс Бекеріс —  Вотен  (дублює Артем Карапетян)
- Зігурдс Нейманіс —  Лисичка
- Яніс Екабсонс —  син Єви

## Знімальна група
- Автор сценарію: Володимир Кузнецов
- Режисер-постановник: Алоїз Бренч
- Композитор: Раймондс Паулс
- Оператор-постановник: Гвідо Скулте
- Художник-постановник: Василь Масс